# Viennský koncil
Viennský koncil byl 15. všeobecný církevní koncil, který se konal 16. října 1311 – 1312 ve francouzské Vienne, byl svolán papežem Klementem V. Jeho zásadním rozhodnutím bylo zrušení řádu templářů.
Klement V. musel vyhovět požadavku Filipa Sličného a zahájil proces proti zemřelému papeži Bonifácovi VIII. a přispěl tak k zániku templářů. Po skončení křížových výprav se templáři usadili ve Francii. Králi byly trnem v oku jejich bohaté statky a privilegia, která kdysi sloužila křižáckým podnikům, ale nyní nemohla být správně uplatňována.
Od r. 1307 proti nim rozehrál celý rejstřík intrik a pomluv a obviňoval je z hereze a nemravnosti a 13. října 1307 dal asi 2000 templářů ve Francii zatknout; jejich statky poté zabral. Na základě přiznání vynucených mučením a falešných obvinění byli řádoví rytíři obžalováni. Klement V. neudělal nic pro záchranu řádu. Po počátečním zdráhání se ukázal zcela poddajným vůči králi, přejal podezření z bludařství a na koncilu ve Vienne 22. března 1312 proti vůli většiny řád templářů zrušil.